# Goat Simulator 3
Goat Simulator 3 — компьютерная игра в жанре action. Игра разрабатывалась студией Coffee Stain North. Является сиквелом Goat Simulator (2014), была анонсирована на Summer Game Fest и вышла 17 ноября 2022 года. Несмотря на цифру «3» в названии, второй части Goat Simulator никогда не было, это одна из шуток разработчиков.

## Игровой процесс
Goat Simulator 3, как и его предшественник, представляет собой экшен-игру с видом от третьего лица. Цель игрока состоит в том, чтобы сеять хаос и выполнять трюки, играя за козла. Персонаж по-прежнему может цепляться к предметам и объектам с помощью языка. Разработчики утверждают, что открытый мир игры в 18 раз больше, чем в первой части. Кроме того, в Goat Simulator 3 есть специальные секции, в которых меняется стиль и игровой процесс, например, пародия на Wolfenstein 3D с механикой шутера от первого лица. В игре появился сюжетный режим, в первой части его не было.
Игра содержит кооперативный режим до четырёх человек. Отряд может запустить одну из семи различных мини-игр. Действие Goat Simulator 3 происходит на вымышленном острове Сан-Ангора. Включает в себя 5 различных открытых локаций, вымышленный остров Сан-Ангора и поселок на его побережье. Бюджет разработки Goat Simulator 3 оценивается примерно в 5 миллионов долларов.

## Отзывы
| Сводный рейтинг       | Сводный рейтинг                     |
| Агрегатор             | Оценка                              |
| --------------------- | ----------------------------------- |
| Metacritic            | PC: 73/100 XBXS: 78/100 PS5: 68/100 |
| OpenCritic            | 72/100                              |
| Иноязычные издания    |                                     |
| Издание               | Оценка                              |
| GamesRadar+           | [ 24 ]                              |
| IGN                   | 8/10                                |
| PC Gamer (US)         | 50/100                              |
| Push Square           | 6/10                                |
| Shacknews             | 7/10                                |
| VG247                 | [ 29 ]                              |
| Русскоязычные издания |                                     |
| Издание               | Оценка                              |
| 3DNews                | 6/10                                |
| StopGame.ru           | «Похвально»                         |

Игра получила смешанные и положительные отзывы.
Goat Simulator 3 выиграла Golden Joystick Awards в категории «Лучший анонсирующий трейлер» в 2022 году.